# Doradca rolniczy
Doradca rolniczy – specjalista rolnictwa przygotowany do zawodu w systemie kształcenia rolniczego do udzielania porad rolnikom indywidualnym.

## Doradcy rolniczy w Polsce
W okresie międzywojennym i powojennym osobę pełniącą funkcję poradniczą nazywano instruktorami rolnymi. W 1968 r. powołano powiatową służbę doradztwa specjalistycznego RRZD, co spowodowało pojawienie się nowej terminologii w odniesieniu do tego stanowiska pracy. Przekształcenie instruktora rolnego w doradcę rolniczego nastąpiło w 1975 r. w wyniku powstania wojewódzkich ośrodków postępu rolniczego w miejsce rolniczych rejonowych zakładów doświadczalnych. Ugruntowanie tych tendencji nastąpiło wraz z powstaniem wojewódzkich ośrodków doradztwa rolniczego.

### Doradca rolniczy w świetle standardów kwalifikacji Ministra Pracy i Polityki Społecznej
Doradcę rolniczego – zgodnie z krajowym standardem kwalifikacji zawodowych dla zawodu opracowanym przez Ministerstwo Pracy i Polityki Społecznej – określono następująco „doradca rolniczy świadczy usługi doradcze, szkoleniowe i informacyjne dla mieszkańców wsi, w tym rolników, współpracuje z instytucjami i organizacjami sfery rolnictwa w zakresie rozwiązywania problemów zawodowych i społecznych rolników, inspiruje i wspiera rozwój gospodarstw rolnych w warunkach gospodarki rynkowej, udziela pomocy w zakresie sporządzania dokumentów niezbędnych do uzyskania środków finansowych Unii Europejskiej lub z innych źródeł”.

### Rodzaje doradców rolniczych
Postępująca specjalizacja gospodarstw rolnych spowodowało wyłonienie z grupy doradców ogólnorolniczych, doradców specjalistycznych, w tym:
- doradca rolniczy,
- doradca rolnośrodowiskowy,
- doradca wiejskiego gospodarstwa domowego,
- ekspert przyrodniczy.

### Wymagania stawiane doradcom rolniczym
Uprawnienia doradcy rolniczego uzyskuje osoba po spełnieniu warunków niezbędnych do wpisu na listę doradców rolniczych. Wymagania związane z wpisem na listę zostały określone w ustawie z 2015 r. o wspieraniu rozwoju obszarów wiejskich z udziałem środków EFRROW.
Na listę doradców rolniczych prowadzoną przez dyrektora Centrum Doradztwa Rolniczego może być wpisana osoba, która:
- posiada wyższe wykształcenie rolnicze. Wykształcenie wyższe rolnicze to ukończone studia wyższe na kierunku: rolnictwo, zootechnika, technika rolnicza i leśna, ogrodnictwo lub ekonomika rolnictwa(inne języki) lub inny kierunek studiów wyższych lub studia podyplomowe obejmujące przedmioty z dziedziny nauk rolniczych w wymiarze co najmniej 60 punktów ECTS.
- posiada co najmniej roczne doświadczenie w doradzaniu z zakresu rolnictwa lub złożyła wniosek o wpis na listę w okresie 36 miesięcy od dnia wydania dyplomu ukończenia studiów wyższych, w ramach których zaliczyła zajęcia z doradztwa rolniczego i komunikacji społecznej, za które uzyskała co najmniej 5 pkt ECTS.
- nie była skazana prawomocnym wyrokiem za umyślne przestępstwo lub umyślne przestępstwo skarbowe.
- ukończyła „Szkolenie w zakresie doradzania prowadzonego przez doradców rolniczych”.
- zdała egzamin na doradcę rolniczego z zakresu wiedzy objętej szkoleniem.
- złożyła wniosek o wpis na listę doradców rolniczych.

Doradca rolniczy zobowiązany jest do uzupełnienia wykształcenia, co jest weryfikowane poprzez egzaminy uzupełniające.

### Liczba doradców rolniczych
Według system teleinformatycznego Centrum Doradztwa Rolniczego w Brwinowie na liście doradców prowadzonej przez dyrektora Centrum Doradztwa Rolniczego wpisanych jest 3232 doradców rolniczych.